# 洗礼 (漫画)
『洗礼』（せんれい）は楳図かずおの漫画。『週刊少女コミック』（小学館）に昭和49年（1974年）50号から昭和51年（1976年）16号まで連載された。1996年に吉原健一の監督で実写映画化された。
恐怖漫画をメインに描いてきた楳図のキャリアの中で、へび女のような目に見える恐怖ではなく、人の心というものの怖さを描いているのが特徴といえる。

## あらすじ
美貌を誇った往年の大女優・若草いずみは、子役時代からの厚化粧や撮影所の強いライトの影響により、顔に深いしわや醜いあざができていた。幼い頃からちやほやされ、人一倍「美醜」や「老い」といったものに敏感だったいずみは、そのあざのせいで精神の安定を欠くようになり、若さと美貌をとりもどすため、幼児期からの主治医村上の「女児を出産し、その娘に自身の脳を移植をする」というアドバイスを受け入れることにする。
いずみは、無事出産した娘をさくらと名づけ、彼女の頭が十分大きくなるまで大事に育てあげた。周囲からは良き母・娘と見られ、さくらが書いた作文「わたしのやさしいおかあさん」は文部大臣賞を受賞するほどのものであった。
しかしいずみの計画は進行していた。さくらの家には、さくらが立ち入ることを母に禁止されている場所があった。それは2階で、そこにはいずみの主治医村上がある研究をしているとさくらは聞かされていた。さくらは不気味さのためにそこに行くことはなかったが、ある日、思い切って2階に上がってみると、動物の大量の死骸と、大小2人分の手術台を発見し、そこに現れた母親から計画を聞かされる。動物の死骸は、長く主治医村上が、動物による脳移植手術の実験を繰り返したあとだというのだ。逃げようと抵抗するさくらだったが結局捕まり、手術台に縛られてしまう。
生まれ変わったいずみ（さくら）は、今度はスターとしてではなく普通の女の幸せを手に入れようと決意していた。そのために担任である男性教師・谷川の愛をつかみ取ろうとする。しかし、独身で通っていたはずの谷川には実は妻子がいた。いずみは策を講じて谷川の家に乗り込むと、谷川の妻を陰湿な手でいじめぬく。谷川は妻の訴えに耳を貸さず、いずみをかばう。いずみは小学生の体ながら谷川を誘惑さえしだす。
いったんは、谷川の妻を病院送りにして谷川から離婚の約束をとりつけ、いずみは目的を達したかにみえた。だが、実はいずみのほうが谷川夫妻の芝居にだまされていたのであり、谷川の妻は実家に避難、谷川は密かにさくら（いずみ）に病院でのカウンセリングを受けさせようとしていたのだった。
おりしも、元のいずみの顔にあったのと同じ、加齢や過度の化粧による醜いあざが、小学生であるさくらの顔にも出現。さらには、若草いずみの引退後を追跡調査するルポライターにも秘密を勘繰られるところとなり、いずみは追い詰められていく。いずみは最終手段として、さくらの親友である良子に全てを打ち明け、彼女を味方に引き入れ、谷川の妻をかつて脳移植手術を行った自分の家におびきだし、そこで主治医村上による谷川の妻への脳の再移植を行おうとするのだが……。

## 登場人物
若草いずみ（芸名）
主人公さくらの母。本名は上原松子。幼い時から美貌で子役時代からスター街道を歩んできた。
上原さくら
いずみの一人娘。小学生の少女。母似の美少女だが、母と違い美人であることに固執してない。さくらは実は統合失調症患者で、自分の母親の被害者であるふりをし、自分の母親のふりをして、目に見えない医者についての幻覚を見ている。
良子
さくらの親友。友達思いで辛抱強い性格。
谷川先生
さくら、良子の担任の教師。名前は正彦。誠実な好男子で女生徒に人気があるが、妻子がいることは隠していた。
和代
谷川先生の妻。二人のあいだには貢という名の男の赤ちゃんがいる。
中島さん
さくらと良子の同級生。さくらの様子を変に思い、好奇心から秘密を暴こうとする。
波多あきみ
往年の大女優である若草いずみのその後を追跡調査しているフリーの若い男性ルポライター。
村上先生
若草いずみの幼少時からの主治医。いずみに非常に頼られている。
ばあや
若草いずみの私生活の世話をしていたお手伝いさん。

## 実写映画
1996年2月24日に公開。R指定。

### キャスト
- 若草さくら：今村理恵
- 若草いずみ：秋川リサ
- 谷川：田子千尋
- 谷川の妻：網浜直子
- 女優時代のいずみ：吉田美江
- 精神病院の男：楳図かずお
- メレディス：郷達也

### スタッフ
- 監督・脚本：吉原健一
- 製作：酒井俊博・伊藤梅男・植村徹
- 企画：國生晃司・岡本東郎
- プロデューサー：吉田晴彦、竹本克明、新井英夫
- 撮影：高塚正
- 美術：秋田谷亜矢子
- 音楽：トルステン・ラッシュ
- 音楽プロデューサー：岩田靖弘

## 補足
- 漫画家の岡崎京子は『洗礼』を連載中にリアルタイムに読み、この作品を「“セックスしないエッチ”のチャンピオンみたいな漫画」と最大限に褒め称えている[1]。
- シンガーソングライターの柴田淳は楳図ファンを自称しているが、最初に知った楳図作品が『洗礼』だったと言う。
- 岩井志麻子が最も影響を受けた漫画としてこの作品を挙げている。
- 声優の中村悠一は小学校低学年の時に友人宅の家でこの漫画を読みトラウマになったと話している[2]。